# Everyday (álbum de Hillsong United)
Everyday es el primer álbum en vivo de la banda australiana Hillsong United. Tras el éxito de su primer EP “One” (1998), el álbum se grabó en julio de 1999 en la Hillsong Conference y se lanzó ese mismo año en noviembre, bajo Hillsong Music Australia. En 2000, el álbum fue certificado a oro por Australian Recording Industry Association por la distribución de 35000 unidades.

## Lista de canciones
| Lista de canciones |                      |                |          |  |
| N.º                | Título               | Escritor(es)   | Duración |  |
| 1.                 | «Everyday»           | Joel Houston   | 3:42     |  |
| 2.                 | «Jesus I Long»       | Marty Sampson  | 2:44     |  |
| 3.                 | «On the Lord's Day»  | Reuben Morgan  | 5:39     |  |
| 4.                 | «More»               | Morgan         | 4:42     |  |
| 5.                 | «Heaven»             | Morgan         | 4:44     |  |
| 6.                 | «Seeking You»        | Sampson        | 4:34     |  |
| 7.                 | «You Take Me Higher» | Raymond Badham | 4:04     |  |
| 8.                 | «Hear Our Prayer»    | Tanya Riches   | 6:09     |  |
| 9.                 | «Prayer to the King» | Sampson        | 6:13     |  |
| 10.                | «God Is Moving»      | Sampson        | 7:14     |  |
| 49:50              |                      |                |          |  |